# Borrelles (Clariana de Cardener)
|  | Aquest article tracta sobre cim de Borrelles. Vegeu-ne altres significats a «Borrelles». |

Borrelles és una muntanya de 660 metres que es troba al municipi de Clariana de Cardener, a la comarca del Solsonès. Al cim podem hi ha un vèrtex geodèsic (referència 275100001 de l'ICC).
A tocar del cim en direcció est hi trobem la masia homònima de Borrelles, i a un centenar de metres al nord, hi trobem la font de Borrelles. Als peus de la muntanya també hi han situades les masies de Vilanrosa i Trullars.